# آرثر موريس بيرسون
آرثر موريس بيرسون (بالإنجليزية: Arthur Maurice Pearson)‏ هو سياسي كندي، ولد في 29 ديسمبر 1890، وتوفي في 9 يوليو 1976. انتخب عضو مجلس الشيوخ الكندي.